# Dancemaker
Dancemaker è un documentario del 1998 diretto da Matthew Diamond, candidato al premio Oscar al miglior documentario.

## Trama
Il film racconta la carriera del coreografo e danzatore statunitense Paul Taylor.